# Viện Lưu trữ Quốc gia Brasil
Viện Lưu trữ Quốc gia Brasil là trung tâm chịu trách nhiệm quản lý, lưu trữ các văn kiện của chính phủ liên bang Brasil. Trung tâm được thành lập ngày 2 tháng 1 năm 1838 và có trụ sở tại Rio de Janeiro. Theo Luật Lưu trữ (Luật 8.159) ngày 8 tháng 1 năm 1991, nó có nhiệm vụ tổ chức, lưu trữ, bảo quản, tiếp cận và tiết lộ di sản tư liệu của chính phủ liên bang, phục vụ Nhà nước và công dân.
Bộ sưu tập của Viện Lưu trữ Quốc gia chứa 55 km tài liệu văn bản; 2.240.000 bức ảnh và tiêu cực; 27.000 hình minh họa, phim hoạt hình; 75.000 bản đồ và kế hoạch; 7000 đĩa và 2000 băng âm thanh từ tính; 90.000 cuộn phim và 12.000 băng video. Nó cũng có một thư viện chuyên về lịch sử, tài liệu lưu trữ, khoa học thông tin, luật hành chính và hành chính công, với khoảng 43.000 cuốn sách và sách, 900 tờ báo và 6.300 tác phẩm hiếm.